# Operação Lesa Pátria
A Operação Lesa Pátria é um conjunto de investigações comandadas pela Polícia Federal do Brasil  que investiga financiadores, participantes e organizadores de atos golpistas no Brasil, em especial relacionados aos ataques às sedes dos Três Poderes em 8 de Janeiro de 2023 em Brasília. A força-tarefa é considerada permanente pela Polícia Federal, com "atualizações periódicas acerca do número de mandados judiciais expedidos, pessoas capturadas e foragidas". A Operação Lesa Pátria é a maior operação policial deflagrada no Brasil desde a Operação Lava Jato (2014-2021).

## Investigações
Em 9 de janeiro de 2023, no dia seguinte aos atentados golpistas, a Polícia Federal prendeu em flagrante 2.151 pessoas que teriam participado das ações e seguiram acampadas diante de quartéis em Brasília. Destas, 745 (pouco mais de um terço dos presos em flagrante) foram liberados após a identificação, entre eles maiores de 70 anos, pessoas com idade entre 60 e 70 anos com comorbidades e 50 mulheres que estavam com filhos menores de 12 anos nos atos.
Inicialmente, as investigações foram facilitadas por os suspeitos terem divulgado indícios e provas de seus crimes em redes sociais. Além disso, voluntários criaram perfis e contas para ajudar as autoridades com a identificação dos participantes dos atos golpistas de 8 de Janeiro. A Polícia Federal também divulgou um endereço eletrônico (e-mail) como canal para denúncias.
As detenções estão sendo realizadas principalmente em estabelecimentos do Sistema Penitenciário do Distrito Federal: o 19º Batalhão de Polícia Militar (BPM), conhecido como “Papudinha”; o Complexo Penitenciário da Papuda, composto por quatro presídios masculinos; e a Penitenciária Feminina do Distrito Federal, conhecida como "Colmeia". Segundo a Polícia Federal, os investigados devem responder por diversos tipos penais, dentre os quais: abolição violenta do Estado Democrático de Direito; golpe de Estado; dano qualificado; associação criminosa; incitação ao crime; destruição; deterioração ou inutilização de bem especialmente protegido.
Até 13 de março de 2023, a PGR denunciou 919 pessoas por incitação pública ao crime e associação criminosa. Dessas, 219 responderão também por crimes mais graves (dano qualificado, abolição violenta do estado de direito e golpe de estado). Permanecem presos 310 homens e 82 mulheres, totalizando 392 pessoas.

## Alvos notáveis

### Casos Ibaneis Rocha e Anderson Torres
Na 1ª fase da Lesa Pátria (20 de janeiro de 2023), a Polícia Federal realizou uma operação contra Ibaneis Rocha (MDB-DF), ex-governador do Distrito Federal, afastado desde 9 de janeiro por determinação de Alexandre de Moraes, ministro do Supremo Tribunal Federal. Foram cumpridos mandados de busca e apreensão no escritório e na casa de Rocha, além de seu gabinete no Palácio do Buriti (sede da administração do DF). A ação, requisitada pela Procuradoria-Geral da República (PGR) e autorizada pelo STF, tinha como objetivo investigar supostos atos “omissivos comissivos” de autoridades no 8 de Janeiro.
Uma semana antes, Anderson Torres, ex-secretário de Segurança Pública do governo de Ibaneis Rocha, havia sido preso em Brasília logo após retornar da Flórida, onde havia se encontrado com o ex-presidente Jair Bolsonaro, de quem fora ministro da Justiça. O pedido de prisão havia sido atendido pelo ministro Alexandre de Moraes a requerimento do Diretor-Geral da Polícia Federal. Por ocasião dos mandados de busca e apreensão na casa de Torres, a PF encontrou uma minuta golpista que previa a instauração de estado de defesa na sede do Tribunal Superior Eleitoral (TSE) com o objetivo de anular as eleições presidenciais de 2022. Esse documento, interpretado como indício de tentativa de golpe de Estado, foi ajuntado em ações judiciais que investigam os atos golpistas no Brasil.

### Representantes e lideranças políticas
- José Ruy Garcia, vereador de Inhumas (GO);[16]
- Antonio Clesio Ferreira, candidato derrotado a prefeito de Ouro Preto (MG);[17]
- Carlos Jordy, deputado federal;[18][19]

### Autoridades policiais e militares
- Coronel Jorge Eduardo Naime Barreto, ex-chefe do Departamento Operacional da Polícia Militar do Distrito Federal (PMDF);[20]
- Capitão Josiel Pereira César, ajudante de ordens do Comando-Geral da PMDF;[21]
- Major Flávio Silvestre de Alencar, investigado por liberar o acesso dos extremistas ao Supremo Tribunal Federal;[22]
- Tenente Rafael Pereira Martins;[23]
- Major Cláudio Mendes dos Santos, acusado de administrar o dinheiro usado para financiar os atos extremistas e ensinar táticas militares para as pessoas acampadas em frente ao QG do Exército, em Brasília;[24]
- Major Flávio Silveira, responsável pelo comando do batalhão da PM que fazia a segurança da Esplanada;[25]

### Influenciadores bolsonaristas
- Ramiro Alves da Rocha Cruz Júnior, conhecido como "Ramiro dos caminhoneiros";[26]
- Luciano Oliveira dos Santos, conhecido como "Popó Bolsonaro";[27]
- Leonardo Rodrigues de Jesus ("Léo Índio"), sobrinho do ex-presidente Jair Bolsonaro;[28]
- Milton de Oliveira Júnior, Dono de ex-afiliada da Jovem Pan;[29]
- Isac Ferreira, influenciador Digital de Taguatinga;[30]
- Juliana Goncalves Lopes Barros, influenciadora digital;[31]
- Rodrigo Lima, Influenciador Digital na Paraíba;[32]
- Fernanda Oliver, cantora gospel e influenciadora digital natural do Tocantins, conhecida por se apresentar em acampamentos ilegais em frente a quartéis.[33]

### Pessoas que se tornaram conhecidas após os crimes
- Antônio Cláudio Alves Ferreira, flagrado destruindo o histórico relógio de Balthazar Martinot durante a invasão ao Palácio do Planalto;[34]
- Maria de Fátima Mendonça Souza, conhecida como "Dona Fátima de Tubarão";[35]
- Wagner Ferreira Filho, microempresário, teria pago pelo frete de um ônibus que saiu de Salvador e transportou os bolsonaristas até o Distrito Federal. Seu nome consta dos registros da Agência Nacional dos Transportes Terrestres (ANTT) como contratante do transporte.[36]
- Dirlei Paiz, Pastor Bolsonarista de Blumenau. Participou de um acampamento em frente a um quartel do Exército e gravou vídeos em que fala sobre a logística dos ônibus que saíram de Blumenau para Brasília para os atos golpistas, além de incitar e elogiar as invasões.[37]
- Aildo Francisco Lima, também conhecido como "Bahia", no dia da invasão, Aildo transmitiu uma live sentado na cadeira do ministro do STF Alexandre de Moraes.[38]
- Basília Batista chegou a ser presa no dia seguinte aos ataques, mas acabou liberada por “razões humanitárias”, voltando a ser presa na 17ª fase da operação.[39]
- Danilo Silva e Lima.[40]
- Osmar Pacheco da Silva.[41]
- Wanderley Zeferino da Silva.[41]
- Luciene Beatriz Ribeiro Cunha, apontada como incitadora dos atos golpistas.[41]
- Erli Antonio Fernandes, apontado como participante do 8 de janeiro.[41]
- Adauto Lucio de Mesquita, atacadista acusado de financiar o acampamento em frente ao QG do Exército.[42][43]
- Joveci Xavier de Andrade, atacadista acusado de financiar o acampamento em frente ao QG do Exército.[42][44]

## Fases (2023-atualmente)
Até o fim de 2023, a Operação Lesa Pátria acumulava 22 fases, pelo menos 306 mandados de busca e apreensão e 112 prisões (preventivas e temporárias).
| Fases    | Datas                   | Unidades federativas                                              | Número de mandados | Número de mandados                  | Número de mandados       |
| Fases    | Datas                   | Unidades federativas                                              | Busca e apreensão  | Prisões (preventivas e temporárias) | Monitoramento eletrônico |
| -------- | ----------------------- | ----------------------------------------------------------------- | ------------------ | ----------------------------------- | ------------------------ |
| 1ª fase  | 20 de janeiro           | ES, MG, PR, RJ, SC e DF                                           | 16                 | 8                                   | 0                        |
| 2ª fase  | 23 de janeiro           | MG                                                                | 0                  | 1                                   | 0                        |
| 3ª fase  | 27 de janeiro           | ES, MG, PR, RJ, SC e DF                                           | 27                 | 11                                  | 0                        |
| 4ª fase  | 3 de fevereiro          | ES, GO, MT, RO SP e DF                                            | 14                 | 3                                   | 0                        |
| 5ª fase  | 7 de fevereiro          | DF                                                                | 6                  | 4                                   | 0                        |
| 6ª fase  | 14 de fevereiro         | GO, MG, PR, SE e SP                                               | 13                 | 8                                   | 0                        |
| 7ª fase  | 7 de março              | MG e PR                                                           | 8                  | 3                                   | 0                        |
| 8ª fase  | 17 de março             | BA, ES, GO, MA, MG, PR, RO, RS, SP e DF                           | 46                 | 32                                  | 0                        |
| 9ª fase  | 23 de março             | DF                                                                | 0                  | 1                                   | 0                        |
| 10ª fase | 18 de abril             | GO, MG, MT, PA, PR, RJ, SP e DF                                   | 22                 | 16                                  | 0                        |
| 11ª fase | 11 de maio              | SP, MT e PR                                                       | 22                 | 0                                   | 0                        |
| 12ª fase | 23 de maio              | DF                                                                | 4                  | 1                                   | 0                        |
| 13ª fase | 27 de junho             | SP                                                                | 1                  | 0                                   | 0                        |
| 14ª fase | 17 de agosto            | BA, GO, PB, PR, SC, DF                                            | 16                 | 10                                  | 0                        |
| 15ª fase | 29 de agosto            | GO                                                                | 2                  | 0                                   | 0                        |
| 16ª fase | 5 de setembro           | SP, PR, MS, TO, SC, MG e CE                                       | 53                 | 0                                   | 0                        |
| 17ª fase | 27 de setembro          | SP, PR, MG, GO e DF                                               | 10                 | 3                                   | 0                        |
| 18ª fase | 29 de setembro          | DF                                                                | 1                  | 0                                   | 0                        |
| 19ª fase | 25 de outubro           | MT, SP, RJ e DF                                                   | 13                 | 5                                   | 0                        |
| 20ª fase | 21 de novembro          | PB e MT                                                           | 10                 | 2                                   | 0                        |
| 21ª fase | 28 de novembro          | GO e PI                                                           | 7                  | 1                                   | 0                        |
| 22ª fase | 30 de novembro          | MG e SC                                                           | 25                 | 3                                   | 0                        |
| 23ª fase | 8 de janeiro de 2024    | BA, DF, GO, MA, MG, MT, PR, RO, RS, SC, SP e TO                   | 46                 | 2                                   | 0                        |
| 24ª fase | 18 de janeiro de 2024   | DF e RJ                                                           | 10                 | 0                                   | 0                        |
| 25ª fase | 29 de fevereiro de 2024 | RS, MG, TO, PR, MS, SP, ES e DF                                   | 24                 | 3                                   | 7                        |
| 26ª fase | 16 de abril de 2024     | RN, SC, PA, SP, MG, ES, TO, MS                                    | 18                 | 0                                   | 0                        |
| 27ª fase | 23 de maio de 2024      | PR, GO, MT, SP, RO                                                | 18                 | 0                                   | 2                        |
| 28ª fase | 6 de junho de 2024      | ES, SP, MS, MT, GO, MG, BA, PR, DF e outros (total de 18 estados) | 0                  | 208                                 | 0                        |
| 29ª fase | 29 de agosto de 2024    | SC, RJ, GO e DF                                                   | 10                 | 0                                   | 0                        |
| Total    |                         |                                                                   | 408                | 322                                 | 9                        |